# レーシノ
レーシノ（Racino）とは競馬場やドッグレース場とカジノとを併設しているギャンブル場のことである。
"Racino"とは「"Race"ないし"Race Track"」+「"Casino"」の造語である。競馬人気の低下によって経営難に陥った競馬場が打ち出した打開策であり、当初は競馬場の経営改善および競馬自体の活性化にも貢献した。しかし他ギャンブルとの競合などにより2020年現在は難しい岐路に立たされている。
競馬場とカジノの複合施設とは言っても競馬場の中にカジノがある訳ではなく、別個にカジノ施設がある。
1953年にラスベガスに開場したラスベガスパークスピードウェイには競馬場と165台のスロットマシンがあり、レーシノの原型と評されることもある。しかし放漫経営により開場後わずか13日で破産、閉場に追い込まれた。
現在のレーシノは、1990年にウエストバージニア州のマウンテニア競馬場に70台のスロットマシンを置いたのが始まりである。その後、ロードアイランド州・ルイジアナ州・デラウェア州・アイオワ州・ニューメキシコ州などが続けてレーシノを作った。レーシノの設立により各競馬場の経営状態は大幅に改善した。例えばアイオワ州のプレーリーメドウズ競馬場は1989年に開場したもののすぐに破産に追い込まれた。再開はしたものの経営難は続いていたが、1995年にスロットマシーンを導入し、9000万ドルあった負債を1996年末にまで完済することが出来た。
レーシノによる経営改善により本来の競馬にもいい影響が出た。前述のプレーリーメドウズ競馬場では競馬の総賞金額が1994年には100万ドルだったのがレーシノ導入後には1400万ドルに増加している。他にもニューヨーク州競馬協会(NYRA)はアケダクト競馬場に設置されたレーシノの利益によってサラトガ競馬場の社員寮を改修している。
しかし、いいことばかりではない。2006年にスロットマシンを導入したガルフストリームパークはその年は1台当たり415ドルを売り上げていたのが、翌年には1台当たり70ドルに激減している。また2019年にアーリントンパーク競馬場を所有するチャーチルダウンズ社は同競馬場をレーシノにする計画を立て、イリノイ州知事と議会にロビー活動を行っていたが、課税の点で折り合わずに断念した。これに伴い同競馬場が閉鎖に追い込まれるのではないかとの懸念が広がり、その懸念は現実のものとなった。
そもそも同じギャンブルとはいっても競馬とスロットマシンでは客層が異なり、レーシノは競馬場の経営改善には役立っても競馬ファンの増加には役立たないという意見もある。サイエンティフィックゲームのCEOローン・ウェイルはレーシノを救世主として見るべきではないと述べている。
2019年末時点で、以下の15州に全部で51のレーシノが存在する。ただしこれらレーシノは法的な取り扱いが一定ではなく、州ごとにばらばらである。例えばアーカンソー州のレーシノは州競馬委員会の管轄下にあるが、デラウェア州では州の宝くじ協会（en:Delaware Lottery）の下にある。
- アーカンソー州
- デラウェア州
- フロリダ州
- インディアナ州
- アイオワ州
- ルイジアナ州
- メイン州
- メリーランド州
- マサチューセッツ州
- ニューメキシコ州
- ニューヨーク州
- オハイオ州
- オクラホマ州
- ペンシルベニア州
- ウエストバージニア州

またアメリカ国外でもカナダ・オーストリア・フィリピンにもレーシノが存在している。